# Vancouveria hexandra
Vancouveria hexandra ist eine Pflanzenart aus der Gattung Vancouveria innerhalb der Familie der Berberitzengewächse (Berberidaceae). Sie ist im westlichen Nordamerika verbreitet und wird dort in englischer Sprache white inside-out flower genannt, dies nimmt Bezug auf die besondere Blütenform.

## Beschreibung

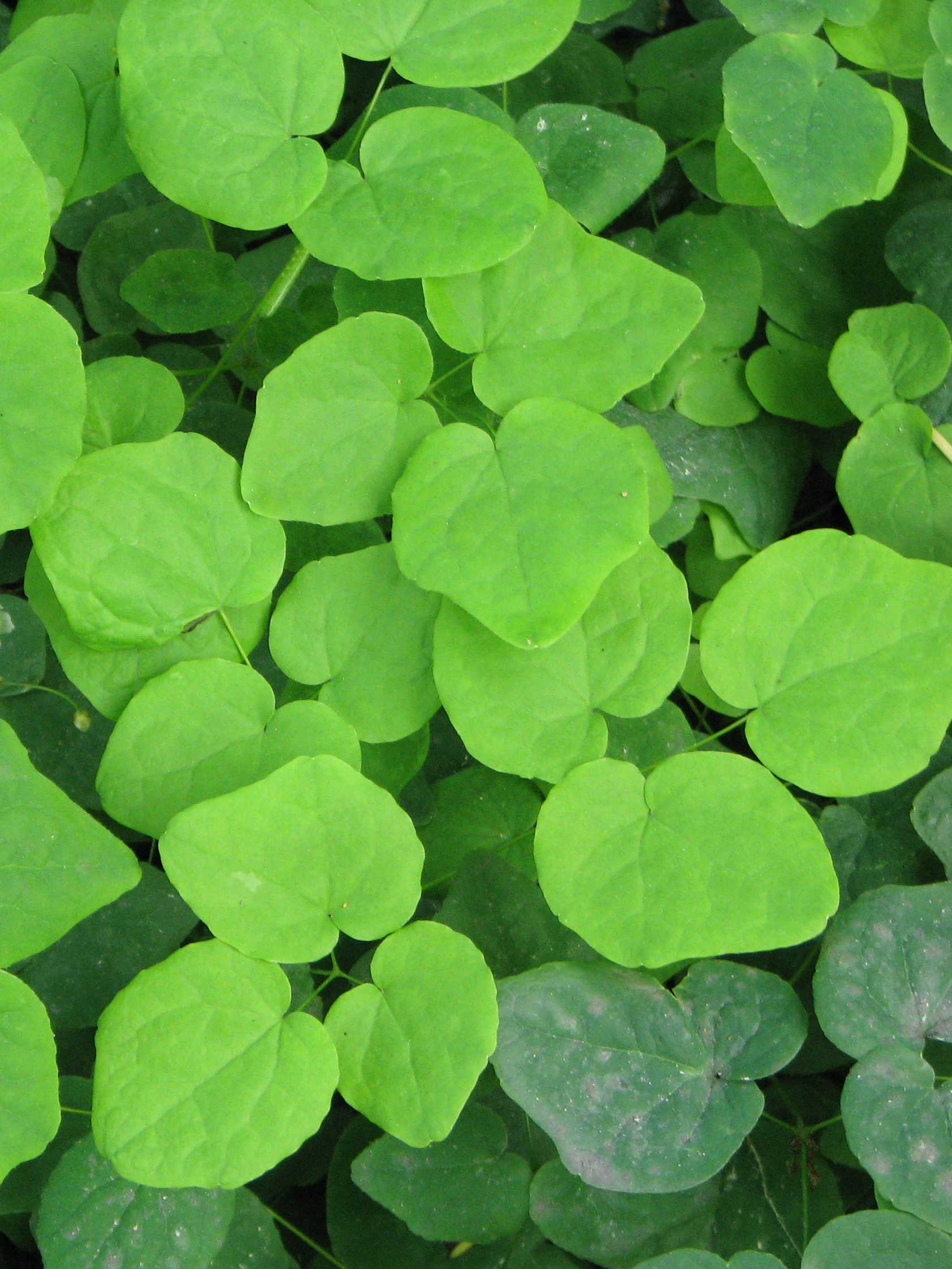
Laubblätter

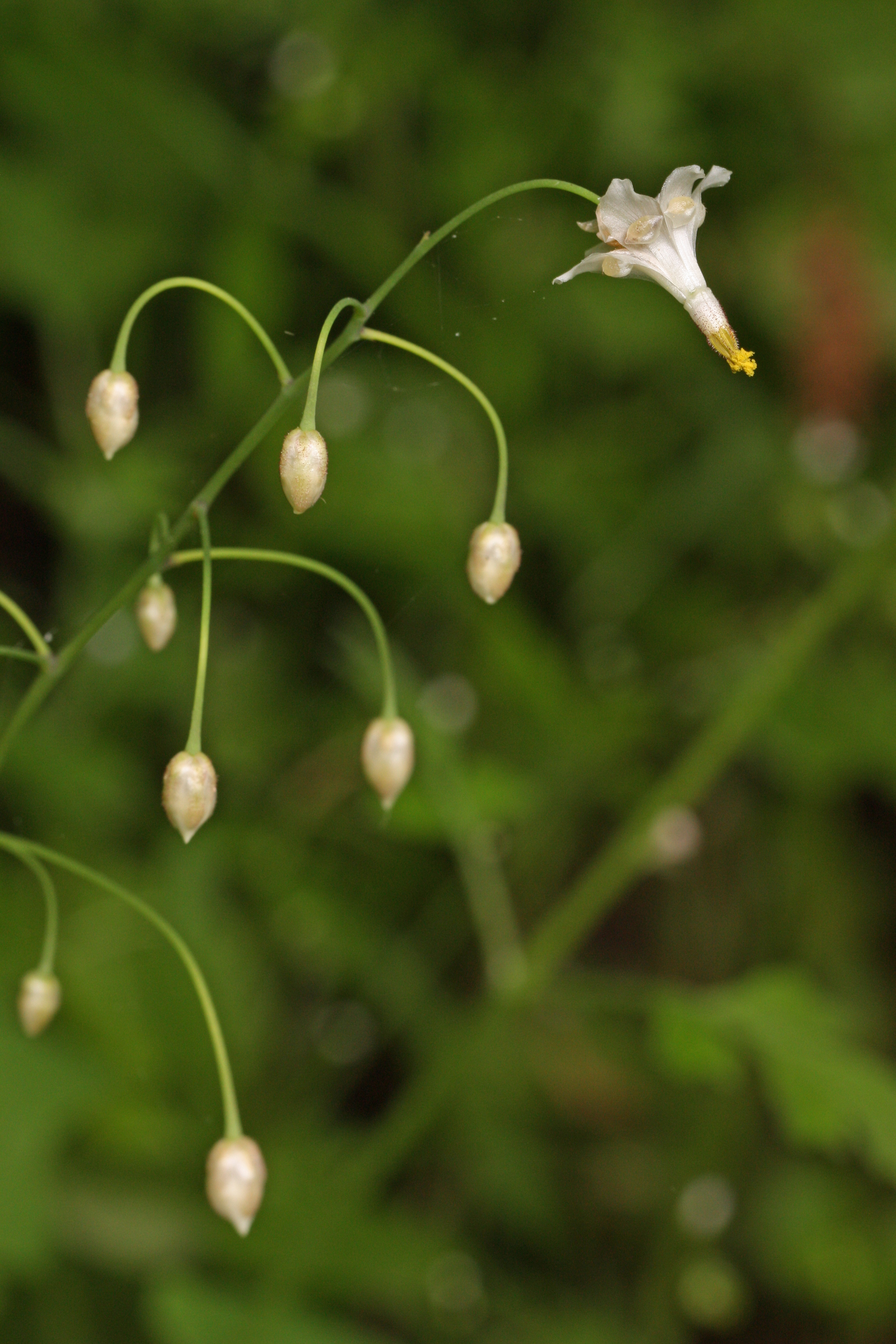
Ausschnitt eines Blütenstandes

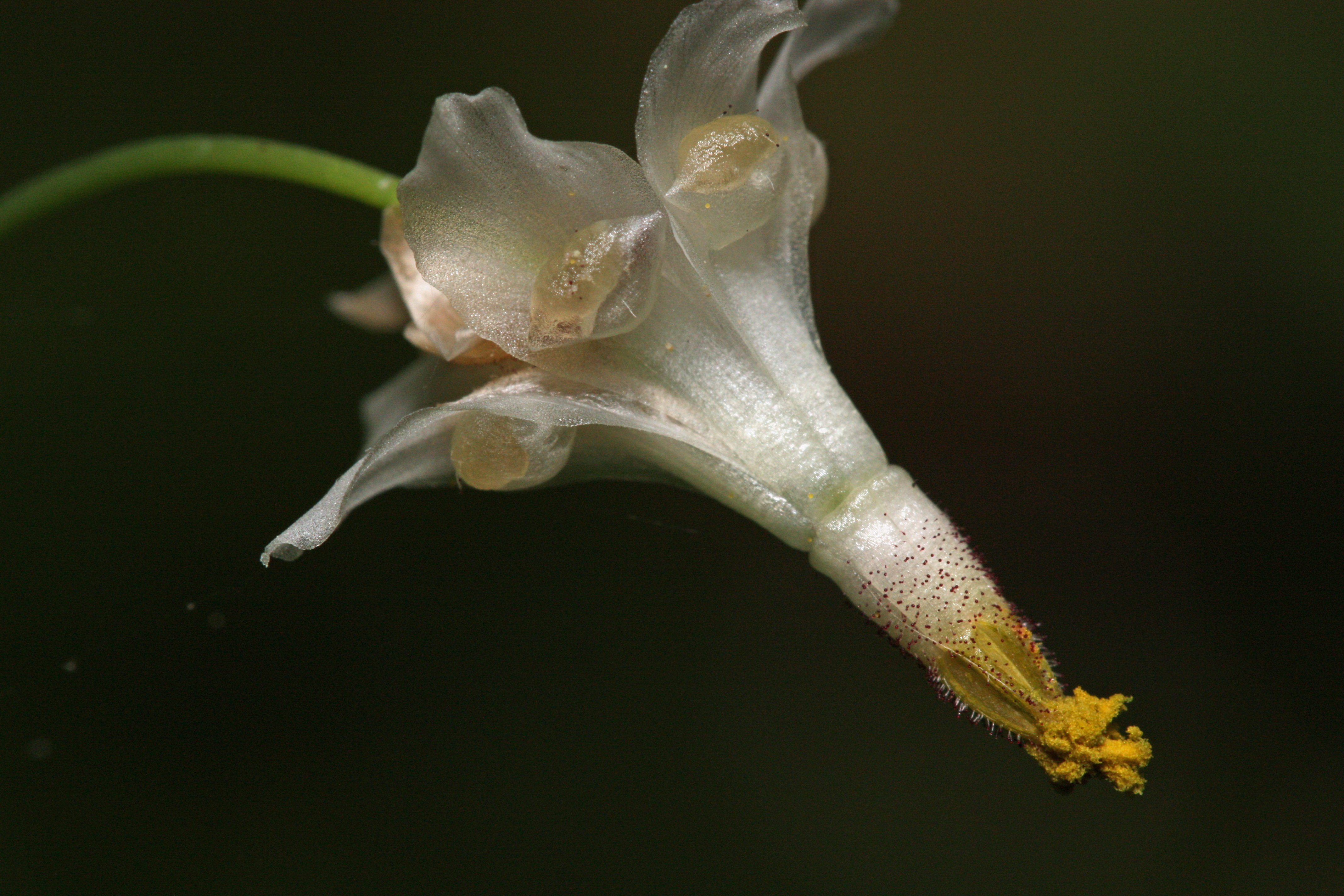
Blüte

### Vegetative Merkmale
Vancouveria hexandra ist eine sommergrüne, ausdauernde krautige Pflanze und erreicht Wuchshöhen von 8 bis, meist 20 bis selten bis zu 40 Zentimetern. Es sind Rhizome mit braunen Schuppen vorhanden.
Die Laubblätter sind Blattstiel und -spreite gegliedert. Der Blattstiel ist 3 bis 25 Zentimeter lang und an der Basis behaart; während der Fruchtbildung verfärbt er sich strohfarben. Die Blattspreite ist zwei- oder dreiteilig zusammengesetzt. Die Teilblättchen sind schmal- bis breit-eiförmig bis rhomboid oder gerundet pentagonal mit herzförmig Basis und berundetem bis gekerbtem oberen Ende. Der Blattrand ist ganzrandig etwas gebuchtet und nicht auffällig verdickt. Die Blattunterseite ist spärlich behaart und die -oberseite kahl.

### Generative Merkmale
Die Blütezeit reicht von Mai bis Juli. Der Blütenstandsschaft ist 20 bis 30 Zentimeter lang. 5 bis 30 Blüten sind locker in einem überhängenden, mehr oder weniger traubigen Blütenstand angeordnet, der im unteren Bereich verzweigt sein kann. Die sechs bis neun, früh vergänglichen Deckblätter sind drüsig punktiert sowie weiß und verfärben sich beim Trockenen gelblich. Der zurückgebogene, dünne Blütenstiel ist 1 bis 3 Zentimeter lang und es sind keine Drüsen vorhanden.
Die zwittrigen Blüten sind dreizählig. Es sind zwei Kreise mit je drei weißen Kelchblättern vorhanden, von denen die äußeren 2 bis 4 Millimeter lang und die inneren 5 bis 7 Millimeter lang sind. Die sechs Kornblätter sind 4 bis 6 Millimeter lang, weiß und verfärben sich beim Trocknen gelblich; ihre Ränder sind glatt. Die oberen Enden der Kronblätter sind stark mehr oder weniger kapuzenartig zurückgebogen mit einer Nektartasche, die golden Nektarien enthält. Ihren englischen Trivialnamen „Inside-out flower“ bekam sie aufgrund der kleinen grazilen weißen Blüten mit kronblattähnlichen Kelchblättern, die abrupt zurückgebogen werden und so ihr Inneres nach außen kehren. Es sind zwei Kreise mit je drei Staubblättern vorhanden. Die abgeflachten, aufrechten, 4 bis 7 Millimeter langen, purpurfarbenen Staubfäden besitzen gestielte, rote Drüsen. Der oberständige, ellipsoide Fruchtknoten enthält zwei bis zehn Samenanlagen in marginaler Plazentation. Der kurze Griffel endet in einer becherartigen Narbe.
Die Balgfrucht ist grünlich bis hell-braun und einschließlich des 2 bis 3 Millimeter langen Schnabels 8 bis 10, selten bis 15 Millimeter lang; sie öffnet sich mit zwei Fruchtklappen und enthält ein bis sechs Samen und besitzt kurze gestielte Drüsen. Die schwarzen Samen sind bei einer Länge von etwa 3 Millimetern halbmond- bis nierenförmig. Es ist ein Arillus vorhanden.
Die Chromosomenzahl beträgt 2n = 12.

## Vorkommen
Vancouveria hexandra kommt in den westlichen US-Bundesstaaten westliches Washington, Oregon sowie nordwestliches Kalifornien vor. Sie gedeiht im tiefen Schatten von Nadelwäldern in Höhenlagen von 100 bis 1700 Metern.
Vancouveria hexandra wächst häufig im Unterwuchs von feuchten, schattigen Douglasien-Wäldern. Sie wächst gewöhnlich in dichten Beständen.

## Taxonomie
Die Erstbeschreibung erfolgte 1829 unter dem Namen (Basionym) Epimedium hexandrum durch William Jackson Hooker in Flora Boreali-Americana (Hooker), Volume 1, 1, S. 30–31, Tafel 13. Die Neukombination zu Vancouveria hexandra (Hook.) C.Morren & Decne. wurde 1834 durch Charles François Antoine Morren und Joseph Decaisne in Annales des Sciences Naturelles; Botanique Series II. 2, S. 351 veröffentlicht.